# Paul Vayson

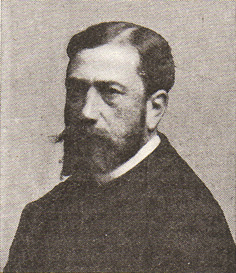
Paul Vayson

Paul Vayson (* 4. Dezember 1841 in Gordes (Département Vaucluse); † 14. Dezember 1911 in Paris) war ein französischer Maler des Impressionismus und des Realismus.

## Leben
Er besuchte zunächst das Lyceum in Avignon und kam dann nach Paris, um Jura zu studieren. Seine Neigung zur Kunst war aber stärker: Er trat 1864 in das Atelier des Schweizer Malers Charles Gleyre. Auch Jules Laurens empfing ihn in seinem Atelier. Vayson hat Jean-Baptiste Camille Corot und Gustave Courbet persönlich kennengelernt. Ausgedehnte Reisen, die ihn nach Italien, Holland und Spanien brachten, blieben nicht ohne Echo in seinem malerischen Werk. Vor allem spanische Motive hat er nach Hause mitgebracht. Zwischen 1896 (nach dem Tod seines Bruders, der diese Stelle innehatte) bis zu seinem Lebensende war er Bürgermeister von Murs (Vaucluse), wo seine Familie das lokale Schloss besaß.

## Künstlerisches Schaffen

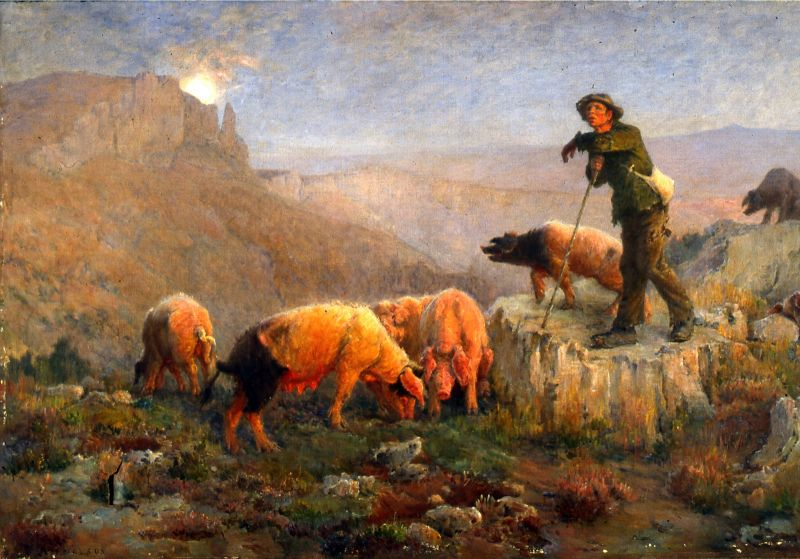
Paul Vayson, L’enfant prodigue gardant les porcs, ausgestellt im Pariser Salon 1897, jetzt: Musée Calvet, Avignon

Vayson stand dem Impressionismus nahe. Die realistische Tendenz der Malerei von Gustave Courbet zog ihn stärker an als die romantischen Tendenzen seines Lehrers Gleyre, der religiöse, mythologische und historische Themen bevorzugte. Er bevorzugte die plein-air-Malerei. Seine Lieblingsmotive waren ländliche Szenen der Provence. Nach dem Allgemeinen Künstler-Lexikon (herausgegeben von Hans Wolfgang Singer, 4. Bd., 1921, S. 487) war er "angesehener Tiermaler, namentlich seine Rinder und Hämmel fanden Anklang".

## Auszeichnungen und Ehrungen

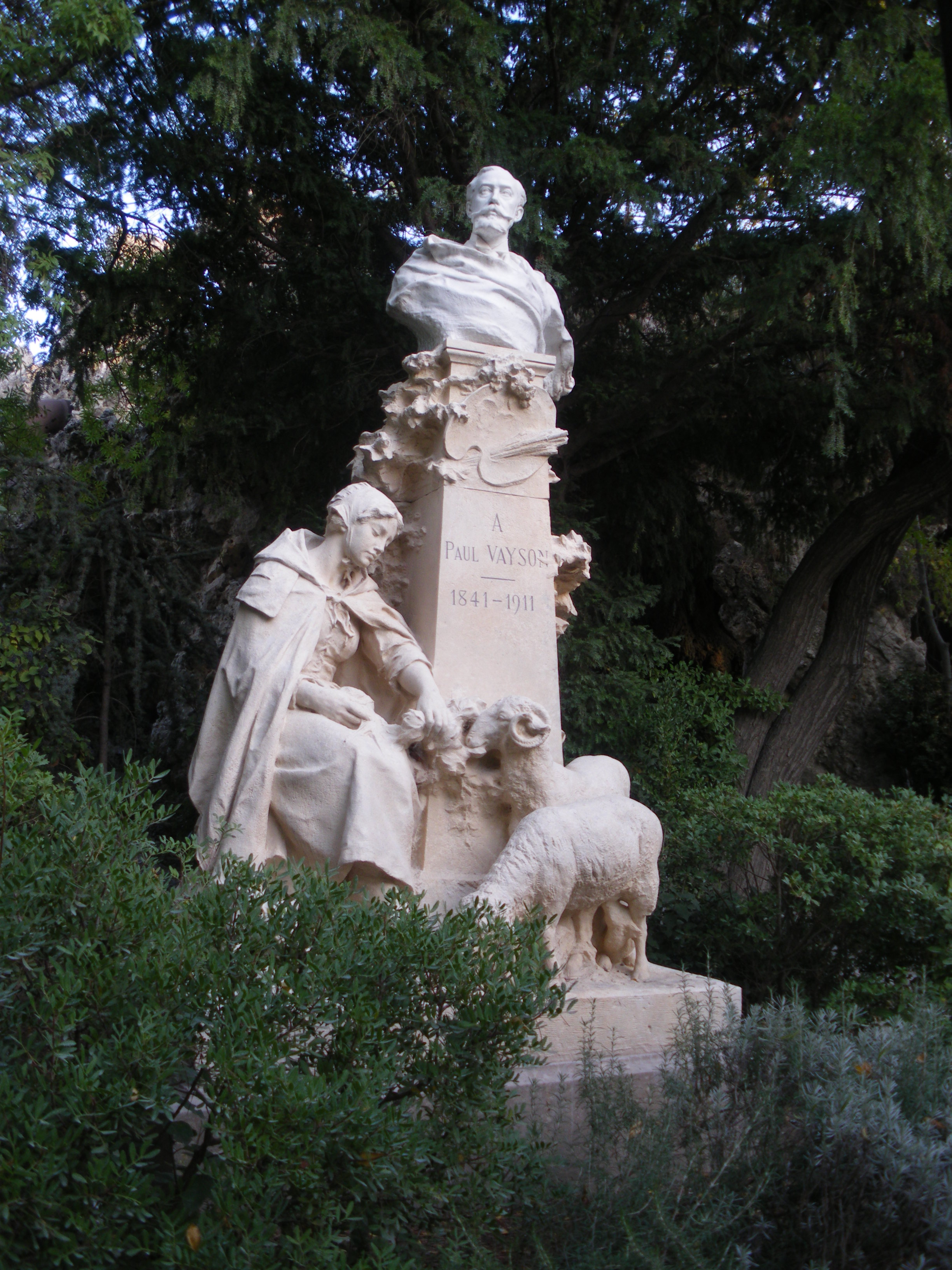
Denkmal zu Ehren von Paul Vayson in Rocher des Doms, Avignon, 1913

- 1875 Médaille de 3eme Classe, Salon Paris für: Une gardeuse de moutons dans une vallée
- 1879 Médaille de 2eme Classe, Salon Paris für: Les moutons
- 1886 Ehrenlegion
- 1896–1911 Bürgermeister von Murs (Vaucluse)
- Mitglied der Jury des Pariser Salon des beaux-arts
- 18. Sept. 1913 Denkmal zu Ehren von Paul Vayson im Park Rocher des Doms in Avignon, geschaffen von Félix Charpentier, eröffnet in Anwesenheit des Nobelpreisträgers Frédéric Mistral

## Werke in öffentlichen Sammlungen und Museen
- Musée du Louvre: "  Jeune gardeuse de moutons ", Zeichnung
- Museum Grobet-Labadié in Marseille, Bouches-du-Rhône: Zeichnungen: " Vaches en Sologne "; "  Moutons au pâturage " (n°inv:4265); "  Moutons au pâturage " (n°inv:4153)
- Musée des beaux-arts de Marseille: "  Rentrée des moutons sous l'orage "; "  Les Taureaux de Camargue "; "  Les moutons dans la combe de Bezaure (Provence) "; " La bergère endormie "
- Musée Calvet, Avignon: " L'enfant prodigue gardant les porcs "
- Musée des Beaux-Arts de Nantes, Loire-Atlantique: "  Le Berger et la Mer "
- Musée de Grenoble, Isère: " Etude pour la tricoteuse "; "  Gardeuse de moutons "
- Musée des Beaux-Arts de Bordeaux, Gironde: "  L'Enfant prodigue "
- Museum Villeneuve-lès-Avignon, Gard: "  Pensées "
- Museum Orléans, Loiret: "  Chasseurs de la Camargue "
- Museum Charmes, Vosges: " Bergère dans les Landes "
- Gare de Lyon, Paris,  Salle Dorée des Restaurants Le Train bleu: "  Hyères  "